# 多型海蜷
多型海蜷（学名：Batillaria multiformis），又名多形灘棲螺，是海蜷科海蜷属的一种。主要分布于韩国、中国大陆、台湾，常栖息于内湾的泥滩中。